# Saskia Sills
Saskia Sills (Launceston, 24 de julio de 1996) es una deportista británica que compite en vela en la clase iQFoil. Ganó una medalla de bronce en el Campeonato Mundial de IQFoil de 2021.

## Palmarés internacional
| \| Campeonato Mundial \| Campeonato Mundial \| Campeonato Mundial \| Campeonato Mundial \| \| Año \| Lugar \| Medalla \| Clase \| \| ------------------ \| ------------------ \| ------------------ \| ------------------ \| \| 2021 \| Silvaplana (Suiza) \| Medalla de bronce \| iQFoil \| |                    |                   |        |
| Campeonato Mundial |                    |                   |        |
| Año | Lugar              | Medalla           | Clase  |
| 2021 | Silvaplana (Suiza) | Medalla de bronce | iQFoil |